# Prosopocera bivitticollis
Prosopocera bivitticollis är en skalbaggsart som beskrevs av Stefan von Breuning 1961. Prosopocera bivitticollis ingår i släktet Prosopocera och familjen långhorningar. Inga underarter finns listade i Catalogue of Life.